# Ostfildern
Ostfildern è un comune tedesco, situato nel land del Baden-Württemberg nel sud della Germania. Si trova a circa 8 km a sud est di Stoccarda. Il comune è stato costituito nel 1975 dalla fusione dei distretti precedentemente separati di Nellingen (compresi Parksiedlung), Ruit, Kemnat e Scharnhausen e attualmente ha circa 37.000 abitanti.

## Geografia fisica
La città si sviluppa nella parte orientale delle fertili colline di Filder, situate a sud-est di Stoccarda. L'origine del nome della città, che può tradursi come "campo orientale" deriva proprio da questa posizione geografica.

## Storia
La città di Ostfildern è stata fondata il 1º gennaio 1975 dalla fusione di ex comuni indipendenti: Nellingen auf den Fildern, Ruit auf den Fildern, Kemnat e Scharnhausen.
La nuova comunità è entrata in vigore con effetto dal 1º gennaio 1976, il diritto di città anni e mezzo più tardi, il 1 ° Luglio 1976 è stato dichiarato dal Baden-Württemberg governo statale per il capoluogo del distretto di grandi dimensioni. Nel frattempo, l'ex caserma dell'esercito americano di Nellingen è stata restaurata e attualmente è stata inglobata nella città, creando il nuovo quartiere del Parco di Scharnhauser.
Relativamente ai precedenti comuni:
- Kemnat è stato menzionato per la prima volta nel 1229 come Kemnaten. Il nome significa studiolocioè spazio abitativo riscaldato. Il luogo era di proprietà dei monasteri di Bebenhausen e Denkendorf. Dal momento che il Württemberg Baliato esercitato su entrambi monasteri, Württemberg esercitò tutti i diritti magisteriali sul posto fino al 1451. Nel 1449 Kemnat venne bruciata nella guerra delle città, ma fu poi ricostruita. Il villaggio apparteneva alla Provincia di Stoccarda, divenuto land di Esslingen nel 1938.
- Esslingen, indicato inizialmente (1120) come Nallingen. L'aristocrazia locale, attraverso la fondazione del monastero di San Biagio, pose le basi per il successivo convento, che era il monastero di San Biagio stabilito nel 1250. Probabilmente praticato anche allora Württemberg dalla difesa del preposto, ma scambiati Württemberg fino al 1649 la difesa nei confronti di altri diritti St. Blasiens. Il villaggio apparteneva alla Office o Ufficio Distrettuale 1810 per Stoccarda e venne Oberamt Esslingen , 1938, dal distretto di Esslingen emerse.
- Ruit nel Filder. (dal 12 aprile 1967 solo "Ruit", precedentemente "Ruith") è stato menzionato per la prima volta nel 1173. Il nome significa "compensazione" ed è stato probabilmente creato fuori da Nellingen. Con Nellingen Ruit arrivato il 13 Century Württemberg dal 1382 e apparteneva al Nellingen Baliato. Il monastero di San Biagio, tuttavia, ha avuto alcuni beni in Ruit. Nel 1519, la città è stata ridotta in cenere dalla città imperiale di Esslingen, ma poi ricostruita. Il villaggio apparteneva l'Ufficio Centro Direzionale o Office Stoccarda ed Esslingen County è venuto nel 1938. Aggiungendo le parole "del Filder" il nome della chiesa fu battezzato il 12 aprile 1967.
- Scharnhausen 1242 è stata indicata come il Husen prima. Il Scharn aggiunta successiva, probabilmente è venuto attraverso una nobili proprietari Scharre aggiunto per distinguerlo da altri posti. Il monastero di San Biagio aveva attività in atto. Dopo la draga è venuto Melzener poi Rüdiger von Staige. Württemberg ha avuto da quando l'acquisizione della Nellingen Baliato anche Scharnhausen tutti i diritti magisteriali. Una parte dei prodotti, tuttavia, sono stati a feud rilasciato. Il villaggio apparteneva alla Oberamt ufficio o il funzionario di Stoccarda ed Esslingen County è venuto nel 1938.
- Il Parksiedlung nato nel 1956 sul sito della ex Royal Stud Weil. È dal 2006 un distretto separato.
- Scharnhauser Park è il più giovane quartiere di Ostfildern, una zona di sviluppo globale di 140 ettari in un ex sito militare, luogo di residenza e luogo di lavoro per 9.000 persone a 2.500 persone. Venne realizzato con una composizione risultante dagli anni '90 come una città giardino, dove si coltivava la metà della superficie totale. L'elemento centrale è di 1,5 chilometri di lunghezza e 40 metri di larghezza, la scala paesaggio in linea retta cade a tappe a sud, con una bella vista del Giura Svevo. Su entrambi i lati, ciascuno con le proprie abitazioni raggruppate "character design", intersecato da viali di alberi, ed aperto al paesaggio circostante.

Il 2002 è stato l'ospite Ostfildern Landesgartenschau Baden-Württemberg, che si è tenuta nel nuovo quartiere di Scharnhauser Park.

## Società

### Religione
La popolazione dei quattro ex comuni dell'odierna Ostfildern in origine appartenevano alla diocesi di Costanza. In ognuno dei quartieri sorge una chiesa protestante. I cattolici sono presenti solo dal XX secolo, con le relative chiese costruite a partire dal 1956. Sono presenti anche chiese libere, una chiesa metodista e dal 2010 una nuova moschea.

## Economia
Vi sono diversi insediamenti industriali tra i quali la Pilz Gmbh & Co. KG che si occupa di automazione industriale.

## Amministrazione

### Gemellaggi
Ostfildern è gemellata con:
- Mirandola, Italia
- Hohenems, Austria
- Montluel, Francia
- Bierawa, Polonia
- Reinach, Svizzera
- Poltava, Ucraina